# Karen Cockburn
Karen Cockburn   (Toronto, 2 d'octubre de 1980) és una gimnasta canadenca, ja retirada, especialitzada en la modalitat de Trampolí i guanyadora de tres medalles olímpiques.

## Biografia
Va néixer el 2 d'octubre de 1980 a la ciutat de Toronto, tot i que de ben petita es traslladà a North York, població situada a l'estat d'Ontario. Està casada amb el medallista i també saltador de llit elàstic Mathieu Turgeon.

## Carrera esportiva
Va participar, als 20 anys, en els Jocs Olímpics d'Estiu de 2000 realitzats a Sydney (Austràlia), on va aconseguir guanyar la medalla de bronze en la prova femenina de trampolí en la primera edició que aquesta modalitat gimnàstica formava part del programa olímpic. En els Jocs Olímpics d'Estiu de 2004 realitzats a Atenes (Grècia) aconseguí guanyar la medalla de plata, un metall que aconseguí revalidar en els Jocs Olímpics d'Estiu de 2008 realitzats a Pequín (República Popular de la Xina).
Al llarg de la seva carrera ha guanyat vuit medalles en el Campionat del Món de llit elàstic, dues d'elles d'or; així com una medalla d'or en els Jocs Panamericans.

## Vida personal
El novembre de 2007 publicà una autobiografia, Karen Cockburn: Soaring High.